# Punakha
Punakha (bhutanisch སྤུ་ན་ཁ་ sPungs thang, Wylie sPu nag kha) ist eine Kleinstadt im Westen des Himalaya-Königreiches Bhutan mit ca. 6300 Einwohnern auf einer Höhe von 1242 m. Es ist die Hauptstadt des gleichnamigen Verwaltungsdistrikts von Bhutan. Das Klima ist aufgrund seiner relativ niedrigen Höhenlage subtropisch.

## Geschichte
In Punakha verstarb im 17. Jahrhundert der in Bhutan als Staatsgründer verehrte Shabdrung Ngawang Namgyel. Er hatte damals die militärische Befestigung der Klöster Bhutans gegen angreifende Truppen aus Tibet veranlasst und das Land politisch geeinigt. Der einbalsamierte Leichnam von Nawang Namgyal wird im Dzong (Klosterfestung) von Punakha aufbewahrt. Dort werden ebenfalls die eingeäscherten Körper der verstorbenen religiösen Oberhäupter, der Je Khenpo, aufbewahrt. In den Wintermonaten dient der Punakha-Dzong als Residenz des amtierenden Je Khenpo.
Punakha war am 17. Dezember 1907 Ort der Krönung des ersten Königs von Bhutan, Ugyen Wangchuk. Der Ururgroßvater des jetzigen Königs Jigme Khesar Namgyel Wangchuk war ursprünglich Talvogt (Penlop) von Tongsa. 1910 fand im Dzong von Punakha die Unterzeichnung des anglo-bhutanesischen Vertrags statt: Die Kolonialmacht Großbritannien verzichtete auf eine Einmischung in die Innenpolitik Bhutans und verlangte dafür im Gegenzug, Bhutan außenpolitisch exklusiv zu vertreten.

## Wirtschaft
Aufgrund ausreichender Niederschläge und seines warmen Klimas eignet sich das Tal von Punakha ideal für den Reisanbau. In den Wintermonaten werden Kartoffeln und Gemüse angebaut. Weiträumige Abholzungen haben im Punakha-Tal seit Jahren zu besorgniserregenden ökologischen Schäden geführt.

## Sehenswürdigkeiten
Punakha-Dzong (Klosterfestung): Der Punakha-Dzong wurde 1637 durch Ngawang Namgyal als Festung gegen die einfallenden Tibeter erbaut. Er brannte 1987 teilweise ab, wurde jedoch schnell wieder komplett aufgebaut und gilt als herausragendes Beispiel (Schmuckstück) der Klosterarchitektur Bhutans. Anders als die anderen Dzongs im Land, liegt der Punakha-Dzong nicht auf einer Hügelkuppe oder Anhöhe, sondern in einem Tal, am Zusammenfluss der beiden Flüsse Mo Chhu und Pho Chhu zum Puna Tsang Chhu. Die Punakha-Brücke ermöglicht vom Westufer des Mo Chhu aus den Zugang zum Punakha-Dzong.
Am 7. Oktober 1994 wurde wiederum ein Teil des Dzongs durch ein starkes Hochwasser zerstört, er wurde jedoch mittlerweile wieder komplett restauriert. Auf aktuellen Bildern ist zudem eine neue, etwa 3 m hohe Mauer am Flussufer zu erkennen, die vor zukünftigen Hochwassern schützen soll.
Am 13. Oktober 2011 fand im Dzong die Hochzeit des bhutanischen Königs Jigme Khesar Namgyel Wangchuck mit der Bhutanerin Jetsun Pema statt.